# Glypta quebecensis
Glypta quebecensis là một loài tò vò trong họ Ichneumonidae.